# スティーヴン・タイラー
スティーヴン・タイラー（Steven Tyler、本名: スティーヴン・ヴィクター・タラリーコ Steven Victor Tallarico、1948年3月26日 - ）は、ロックバンド「エアロスミス」のボーカリスト。アメリカ・ニューヨーク出身。イタリア系アメリカ人である。イタリアとウクライナ系・ポーランド系ユダヤ人（当時はロシア）、ドイツ人とインディアンのチェロキー族の血筋。大きな口が特徴。ジョー・ペリーと共にソングライティングを手掛けており、バンドのフロントマンである。女優のリヴ・タイラーの父。
「ローリング・ストーンの選ぶ歴史上最も偉大な100人のシンガー」において第99位。

## 経歴

### エアロスミス以前
ニューヨーク市マンハッタンで出生。その後ブロンクスを経てヨンカーズに定住。また、タラリコ家はニューハンプシャー州に別荘を所有していたため、幼少期はニューヨークの都市生活とニューイングランドの自然に囲まれる生活を同時に送っていた。
父はクラシック畑のピアニスト兼音楽教師であり、自然に音楽に親しむ家庭環境にあった。父の奏でるドビュッシーやベートーヴェンを聴いて音楽的感性を養い、エヴァリー・ブラザーズやビートルズなど一世を風靡していた音楽にも触れた。やがてドラムスに興味を持ち、父のピアノに合わせて演奏することで、ミュージシャンへの第一歩を踏み出す。
10代後半期からバンド活動を始め、レフト・バンクのレコーディングに参加するなどしてキャリアを積み重ねつつあった頃、ジョー・ペリーやトム・ハミルトンと出会い、エアロスミスを結成する。バンドとしての活動の詳細はエアロスミスの項を参照。

### エアロスミス以降の独自活動
1989年、アリス・クーパーのアルバム『トラッシュ』の収録曲「オンリー・マイ・ハート・トーキン」にゲスト参加。
リンゴ・スターのアルバム『ヴァーティカル・マン〜リンゴズ・リターン』（1998年）の「Drift Away」は、リンゴとトム・ペティとアラニス・モリセットがボーカルを取り、スティーヴン・タイラーはドラムスを担当しているが、スティーヴンがボーカルを担当している貴重音源のプロモーション・テイクが存在する。また、同作ではビートルズのセルフ・カヴァー「ラヴ・ミー・ドゥ」で、ハーモニカを演奏した。
2005年、サンタナのアルバム『オール・ザット・アイ・アム』、ジャズ・トランペット奏者クリス・ボッティのアルバム『To Love Again』にゲスト参加している。
2011年、全米視聴者数No.1の人気オーディション番組『アメリカン・アイドル』において、シーズン10より審査員となる。
2011年5月25日に、シングル「フィール・ソー・グッド」をリリース。
2016年7月に、初のソロアルバム「サムバディ・フロム・サムウェア（We're All Somebody from Somewhere）」をリリース。
2017年4月には、ソロとして初のライブを日本で開催。

## パフォーマンス
アメリカ人であるためか、元々のイギリスのハード・ロックにはないブルースやR&Bに対する独特の解釈があり、1stの『野獣生誕』(Aerosmith)では喉に力を込めた黒っぽさを感じさせる歌い方のせいか、同じくブラックミュージックから強い影響を受けたとされる、ローリング・ストーンズのミック・ジャガーと容姿ともに比較されることが多かった。しかし、以降の『飛べ!エアロスミス』(Get Your Wings)、『闇夜のヘヴィ・ロック』(Toys in the Attic)、『ロックス』(Rocks)と続くに連れて、ロバート・プラントから影響を受けたとされる高音の鋭いシャウトや、独特なスキャットなどを用いるようになり、徐々に独自のスタイルを確立していった。
高音に達するとのどを嗄らすかのように振るわせ、叫び声のような歌い方も特徴である。若い頃よりも声の出が良くなっており、特に「Back in the Saddle」などでのシャウトは40～50代になってからの方が迫力がある。母国のアメリカでは、セックスシンボルおよび、ロックアイコンとして今なお多くのボーカリストから尊敬を集めており、モトリー・クルーのヴィンス・ニール、ガンズ・アンド・ローゼズのアクセル・ローズ、日本でもB'zの稲葉浩志など、後のロック・シンガーにも強く影響を与えた。しゃがれた声でシャウトするようなイメージが強い反面、「Angel」などのバラードでは綺麗なハスキーボイスで歌いこなす。その独特の歌唱法から「絶叫悪魔」(The Demon of Screamin)と称される時も。
派手派手しいステージ衣装とマイクに巻きつけたスカーフがトレードマーク。初期にはジャックダニエルの酒瓶を持って登場していた。

## その他

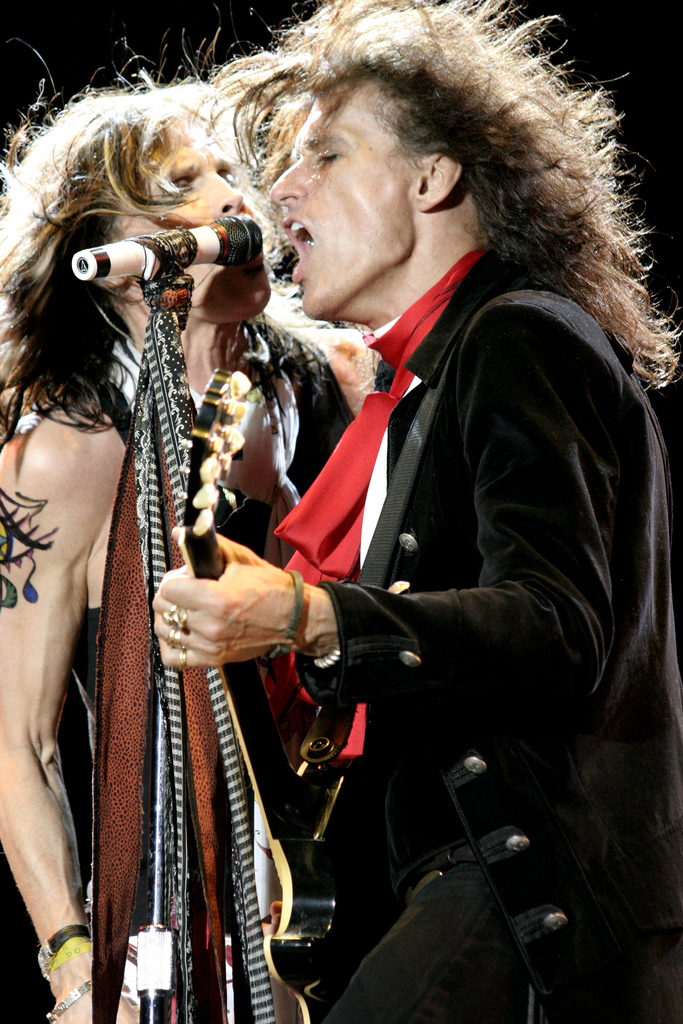
トキシック・ツインズ

ボストン・レッドソックスのファン。頻繁に観戦に訪れ、2010年の開幕戦では7回表終了後に登場し、「God Bless America」を独唱した。レッドソックスのTシャツを着て歌うこともあり、カート・シリングなど選手との親交もある。またNFLのニューイングランド・ペイトリオッツも応援しており、2012年ペイトリオッツの本拠地ジレット・スタジアムで行われたAFCチャンピオンシップゲームでアメリカ国歌斉唱を行っている。
ジョー・ペリーとのコンビは'ザ・トキシック・ツインズ'（The Toxic Twins）と呼ばれる。
少年時代は、ドラムスを演奏していて、ドラマーを志望していた。主に、ザ・ベンチャーズなどを演奏していたようで、現在も、ベンチャーズからの影響を公言しているほどの熱烈なファンである。ベンチャーズのメンバーを東京ドームでのライブに招待したり、楽屋への表敬訪問を度々行っている。
映画『アルマゲドン』で有名なハリウッド女優、リヴ・タイラーの実父である。リヴ本人は、物心付く前に両親が別れていたために、スティーヴンの顔を覚えておらず、成長してエアロスミスのファンとなった頃（9歳の時）に、スティーヴンが自分の実父であることを知り、非常に驚いたという。
1977年にベベビュエルがリヴ・タイラーを身籠るも、トッド・ラングレンがベベビュエルと法的な養子縁組をして父親として出産する。
1978年から1987年まで故シリンダ・フォクシーと結婚してミア・タイラーを儲けた。その後テレサ・バリックとの間に1988年から2006年までの間にタージ・モンロー・タラリーコ、チェルシー・タイラーを儲けるも離婚し現在は独身。
母を2008年に、父親を2011年に亡くしている。
2019年のインタビューで過去に薬物使用していた事を告白しており、「(コカインの原料であるコカの葉の産地として有名な)ペルーにあるコカインの半分は自身が使った」という。
2012年のインタビューでは若いころに複数の男性と性行為をしたことを認めているが、一方で自分には向いてないと気付かされたとも語った。

## 日本との関わり
- 日本通として知られており、たい焼きとポンジュースを愛好する。スティーヴンだけでなくエアロスミスのメンバー全員がたい焼き好きで、日本公演終了後、大量に購入して帰国したことがあったが、誰か（恐らくジョー・ペリー）が機内で全て食べてしまい、それを知ったスティーヴンが大激怒し、バンドが解散の危機に瀕したというエピソードがある。この話を聞いた日本のたい焼き機メーカーが、スティーヴンにたい焼き機をプレゼントした[11]。
- 「貧乏暇無し」ということわざを気に入っており、来日の際には「我々がこの年齢まで活動する理由さ。その通りだろう？」とジョークを飛ばす事がある。
- 2013年のジャパンツアーファイナルのため来日、大阪を訪れた際には、大阪十三のドンキホーテを訪店したり、路上ライブを行っていたイーゼル芸術工房へ飛び入りセッションを行い、翌日の公演にバンドメンバーを招待し、楽屋に招き入れ、話題となった[12]。
- 2010年、木村拓哉が主演を務める映画『SPACE BATTLESHIP ヤマト』の主題歌｢LOVE LIVES｣を歌った[11]。木村とは、1998年にカルチャー雑誌「Cut」の表紙をジョー・ペリーと共に飾っているほか、2012年元旦放送の番組「さんタク」で明石家さんまと共に対面を果たしている[13]。